# Dix créatures mythiques de Baidu
Les Dix créatures mythiques de Baidu (anglais : Baidu 10 Mythical Creatures, chinois : 百度十大神兽) sont un canular humoristique de l'encyclopédie interactive chinoise Baidu Baike, qui est devenu un mème Internet populaire et répandu en Chine au début de 2009,. Ces animaux canulardesques, au nombre de dix, sont considérés par les médias occidentaux comme une réponse à la censure du blasphème en ligne en Chine et comme un exemple de contournement de la censure par les citoyens,.

## Histoire
Né au début de 2009, le mème a commencé par une série de contributions vandalisées à Baidu Baike, par la création d'articles humoristiques décrivant une série de créatures fictives, chaque animal portant des noms vaguement liés à des jurons chinois (utilisant des homophones et des personnages aux tons différents). Finalement, des images, des vidéos (comme des faux-documentaires), et même une chanson sur certains aspects du mème, sont sorties. On pensait que les canulars Baidu avaient été écrits en réponse aux récentes mesures strictes d'application des filtres de mots-clés en Chine, introduites en 2009, qui visaient à éliminer toute forme de blasphème,. Les « articles » de Baidu Baike ont commencé par « quatre créatures mythiques » (le « Cheval de boue de l'herbe », le « Calamar franco-croate », le « Petit papillon élégant » et les « Vers à soie du chrysanthème »), puis ont été portés à dix.
Les mèmes ont été largement discutés sur les forums Internet chinois, et la plupart des utilisateurs ont conclu que le but initial des canulars était de satiriser et de ridiculiser l'inutilité des nouveaux filtres de mots clés. Le mème est interprété par la plupart des Chinois en ligne comme une forme de protestation directe plutôt que comme une perturbation intentionnelle sans motif des services de Baidu.

## Déités

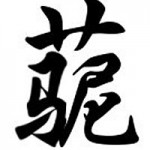
Caractère imaginé pour représenter le « Cheval de l'herbe et de la boue », intégrant les trois sinogrammes correspondants.

Les créatures mythiques ont des noms qui sont inoffensifs en chinois écrit, mais qui sonnent comme des blasphèmes et sont reconnaissables comme tels lorsqu'ils sont prononcés. Les références aux créatures, en particulier au cheval de l'herbe et de la boue, sont largement utilisées comme défi symbolique à la censure généralisée d'Internet en Chine ; la censure elle-même est symbolisée par le crabe de rivière, un quasi-homophone d’harmonie (un euphémisme pour censurer en référence à la Société harmonieuse).
- Cao Ni Ma (chinois : 草泥马, Cǎo Ní Mǎ), littéralement « Cheval de l'herbe et de la boue », est censé être une espèce d'alpaga. Le nom est dérivé de cào nǐ mā (肏你妈), qui se traduit par « nique ta mère ».
- Fa Ke You (chinois : 法克鱿, Fǎ Kè Yóu, nom dérivé de la translittération chinoise directe de l'anglais « Fuck You »), littéralement « calmar franco-croate », est censé être une espèce de calmar découverte simultanément par la France (chinois : 法国) et la Croatie (chinois : 克罗地亚), d'où son nom.
- Le nom Ya Mie Die (chinois : 雅蠛蝶, Yǎ Miè Dié), littéralement « Petit papillon élégant », est dérivé du yamete japonais (japonais : 止めて), qui signifie « stop », une référence aux scènes de viol et aux conceptions et stéréotypes courants que les Chinois affichent envers les Japonais en matière de pornographie et d'érotomanie.
- Ju Hua Can (chinois : 菊花蚕, Jú Huā Cán), littéralement « vers à soie du chrysanthème » (se référant aux vers intestinaux, où le terme « Chrysanthemums » (júhuā) est un terme argotique vulgaire qui fait référence à l'anus), fait référence à Chrysanthemum Terrace, une chanson de Jay Chou.
- Chun Ge (chinois : 鹑鸽, Chún Gē), littéralement « caille-pigeon », est un homophone avec 春哥 (Brother Chun).
- Wei Shen Jing (chinois : 尾申鲸, Wěi Shēn Jīng), littéralement « Baleine à queue étirée » (un quasi-homophone avec 卫生巾, wèishēngjīn, se référant aux serviettes hygiéniques), a été dit par Baidu Baike avoir été découvert par Zheng He pendant ses aventures maritimes.
- Yin Dao Yan (chinois : 吟稻雁, Yín Dào Yàn), littéralement « Singing Field Goose » (un homophone avec 阴道炎 Yīn Dào Yán, signifiant une vaginite) : il a été dit sur Baidu Baike que, dans l'ère Kangxi, une grande oie plongeait dans un certain champ, l'endommageant et provoquant une étrange maladie chez les agriculteurs locaux.
- Da Fei Ji (chinois : 达菲鸡, Dá Fēi Jī), littéralement « poulet parfumé intelligent » (un homophone avec 打飞机 Dǎ Fēi Jī, argot pour masturbation tout en signifiant littéralement « frapper l'avion »), est une espèce d'oiseau qui aime l'exercice, et les mâles utilisent spasmes du cou et crachent une sécrétion blanche pour impressionner les femelles pendant la saison des amours.
- Qian Lie Xie (chinois : 潜烈蟹, Qián Liè Xiè), littéralement « féroce crabe caché », ressemble beaucoup à qián liè xiàn (chinois : 前列腺), qui se traduit par glandes prostatiques.

## Réaction
Le 30 mars 2009, l'Administration nationale de la radio, du cinéma et de la télévision a publié une directive visant à mettre en lumière 31 catégories de contenus interdits en ligne, dont la violence, la pornographie et les contenus susceptibles « d'inciter à la discrimination ethnique ou de compromettre la stabilité sociale ». Selon les rapports, cette instruction fait suite à l'embarras officiel devant la montée du phénomène « Cheval de l'herbe et de la boue ».